# Autoba pallidistriga
Autoba pallidistriga là một loài bướm đêm trong họ Erebidae.